# Daphnella levicallis
Daphnella levicallis é uma espécie de gastrópode do gênero Daphnella, pertencente à família Raphitomidae.